# Salt River Township (comté de Randolph, Missouri)
Salt River Township est un ancien township, situé dans le comté de Randolph, dans le Missouri, aux États-Unis,.
Le township est baptisé en référence au cours d'eau Salt River (en).

### Source de la traduction
- (en) Cet article est partiellement ou en totalité issu de l’article de Wikipédia en anglais intitulé « Salt River Township, Randolph County, Missouri » (voir la liste des auteurs).